# Ogliastro Cilento
Ogliastro Cilento es una localidad y comune italiana de la provincia de Salerno, región de Campania, con 2.235 habitantes.

## Evolución demográfica
| Gráfica de evolución demográfica de Ogliastro Cilento entre 1861 y 2001 |
|                                                                         |
| Fuente ISTAT - elaboración gráfica de Wikipedia                         |